# I'll Be Back Again...いつかは
「I'll Be Back Again...いつかは」（アイル・ビー・バック・アゲイン いつかは）は、ビートたけしと松方弘樹のコラボレーション・シングル。
1986年4月21日、TAKESHI & HIROKI名義でビクター音楽産業からリリースされた。

## 概要
発売当時、日本テレビ系列バラエティ番組「天才・たけしの元気が出るテレビ!!」イメージ・ソングとして番組内で振付有りで披露されていた。オリコンチャートでは両者自身最高位となる8位を記録した。
ガダルカナル・タカとのコラボレーション作品「I'll Be Back Again...いつかは (TAKESHI&TAKA)」が、ベストアルバム『ゴールデン☆ベスト ビートたけし シングルA面コレクション』（2015年）に収録されている。

## シングル収録曲
| #  | タイトル                          | 作詞               | 作曲     | 編曲     |
| -- | --------------------------------- | ------------------ | -------- | -------- |
| 1. | 「I'll Be Back Again...いつかは」 | 関口敏行・伊藤輝夫 | BABA     | 奥慶一   |
| 2. | 「俺の妹になんてことを」          | 秋元康             | 芹澤廣明 | 大村雅朗 |

## メディアでの使用
| # | 曲名                              | タイアップ                                                       | 出典 |
| - | --------------------------------- | ---------------------------------------------------------------- | ---- |
| 1 | 「I'll Be Back Again...いつかは」 | 日本テレビ系列バラエティ番組『天才・たけしの元気が出るテレビ!!』 |      |

## テレビ出演
- 天才・たけしの元気が出るテレビ!!（1986年）
- ザ・ベストテン（1986年）
- 歌のトップテン（1986年）